# Чал (Болгарія)
Чал (болг. Чал) — село в Кирджалійській області Болгарії. Входить до складу общини Крумовград.

## Населення
За даними перепису населення 2011 року у селі проживали 46 осіб.
Національний склад населення села:
| Національність   | Кількість осіб | Відсоток |
| ---------------- | -------------- | -------- |
| турки            | 27             | 58,7%    |
| цигани           | 19             | 41,3%    |
| Всього відповіли | 46             |          |

Розподіл населення за віком у 2011 році:
Динаміка населення: